# Eric Staal
Eric Staal (ur. 29 października 1984 w Thunder Bay, Ontario) – kanadyjski hokeista, reprezentant Kanady, dwukrotny olimpijczyk.
Jego młodsi bracia również zostali hokeistami: Marc (ur. 1987, obrońca), Jordan (ur. 1988, środkowy), Jared (ur. 1990, prawoskrzydłowy).

## Kariera
- Thunder Bay Kings Bantam AAA (1999-2000)
- Peterborough Petes (2000–2003)
- Carolina Hurricanes (2003–2004)
- Lowell Lock Monsters (2004–2005)
- Carolina Hurricanes (2005-2016)
- New York Rangers (2016)
- Minnesota Wild (2016-2020)
- Buffalo Sabres (2020-2021)
- Montreal Canadiens (2021)
- Iowa Wild (2021-2022)
- Florida Panthers (2022-)

Przez trzy sezony grał w kanadyjskiej lidze juniorskiej OHL w ramach CHL. W drafcie NHL z 2003 został wybrany przez Carolina Hurricanes i od 2003 gra w barwach tej drużyny w NHL (z roczną przerwą na grę w AHL). We wrześniu 2008 przedłużył kontrakt z klubem o siedem lat. Od 2009 kapitan drużyny. Od końca 2016 zawodnik New York Rangers. Od lipca 2016 zawodnik Minnesota Wild, związany trzyletnim kontraktem. W lutym 2019 przedłużył kontrakt o dwa lata. We wrześniu 2020 przetransferowany do Buffalo Sabres. a stamtąd w marcu 2021 do Montréal Canadiens. Od stycznia 2022 zawodnik Iowa Wild w AHL. W lipcu 2022 został zakontraktowany przez Florida Panthers (także jego brat Marc).
Uczestniczył w turniejach mistrzostw świata edycji 2007, 2008, 2013 oraz zimowych igrzysk olimpijskich 2010, 2022.

## Sukcesy
Reprezentacyjne
- Złoty medal mistrzostw świata: 2007
- Srebrny medal mistrzostw świata: 2008
- Złoty medal zimowych igrzysk olimpijskich: 2010

Klubowe
- Mistrzostwo dywizji NHL: 2006 z Carolina Hurricanes
- Mistrzostwo konferencji NHL: 2006 z Carolina Hurricanes
- Prince of Wales Trophy: 2006 z Carolina Hurricanes
- Puchar Stanleya: 2006 z Carolina Hurricanes

Indywidualne
- OHL i CHL 2002/2003:
  - Drugi skład gwiazd OHL
- * Pierwszy skład gwiazd CHL
  - CHL Top Prospects Game
- NHL (2005/2006):
  - Pierwsze miejsce w klasyfikacji asystentów w fazie play-off: 19 asyst
  - Pierwsze miejsce w klasyfikacji kanadyjskiej w fazie play-off: 28 punktów
  - Drugi skład gwiazd
- NHL (2006/2007):
  - NHL All-Star Game
- NHL (2007/2008):
  - NHL All-Star Game, w tym Najbardziej Wartościowy Zawodnik (MVP) Meczu Gwiazd
- NHL (2008/2009):
  - Pierwsze miejsce w klasyfikacji ilości hat tricków w sezonie zasadniczym: 4
  - NHL All-Star Game
- NHL (2010/2011):
  - NHL All-Star Game
- NHL (2017/2018):
  - NHL All-Star Game 2018
- Hokej na lodzie na Zimowych Igrzyskach Olimpijskich 2022 – turniej mężczyzn:
  - Piąte miejsce w klasyfikacji skuteczności we wznowieniach turnieju: 63,92%[9]

Wyróżnienia
- Triple Gold Club: 2010